# Oleh Serbin
Oleh Maksymovyč Serbin (in ucraino Олег Максимович Сербін?; Zaporižžja, 11 agosto 2001) è un tuffatore ucraino.

## Biografia

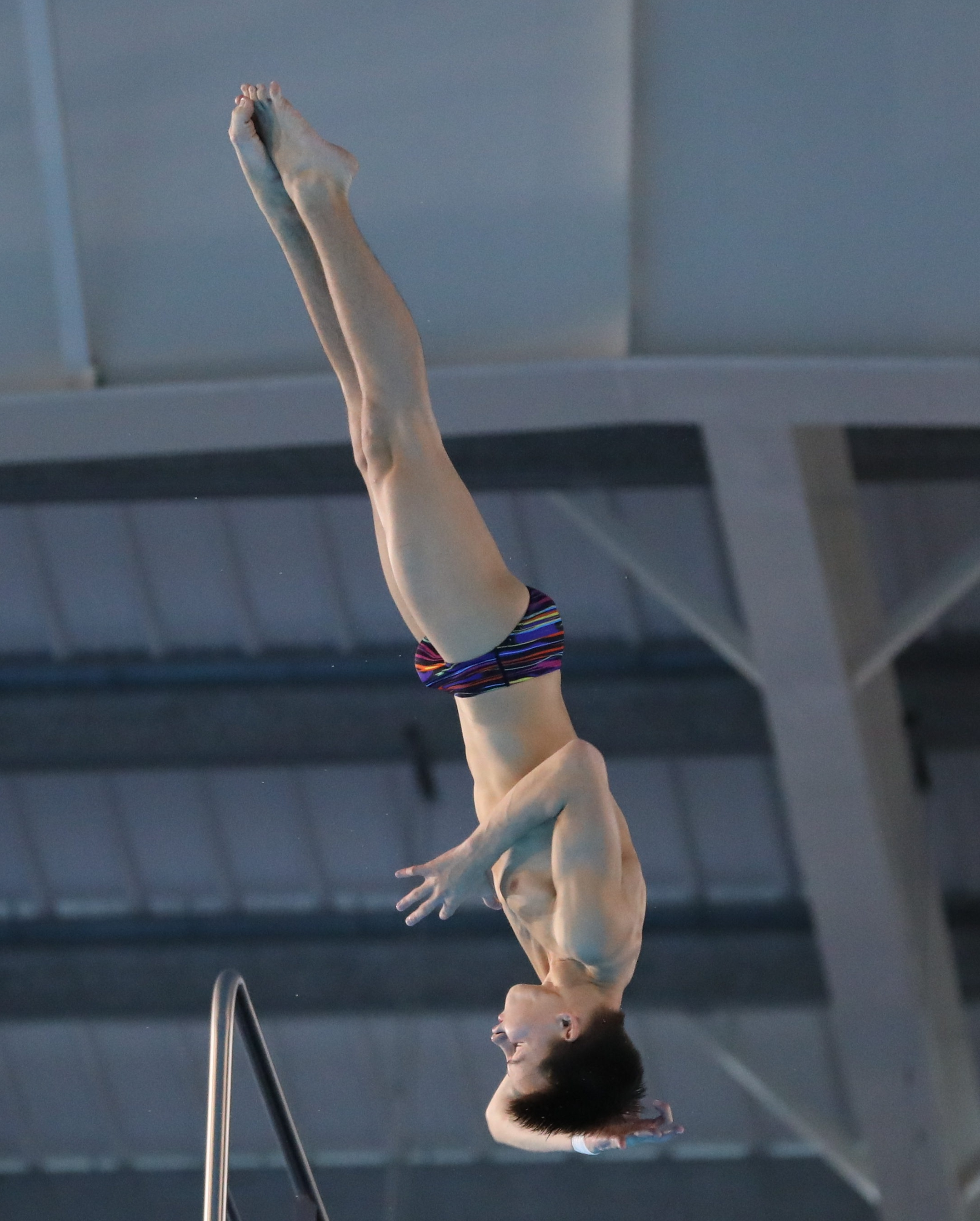
Oleh Serbin ai Giochi olimpici estivi di Buenos Aires.

Ha ottenuto buoni risultati a livello giovanile vincendo, nella categoria da 16 a 18 anni, il bronzo ai mondiali giovanili di Kiev 2018 nella piattaforma 10 m sincro e l'argento agli europei giovanili di Helsinki 2018 e a quelli di Kazan' 2019, sempre nel sincro 10 metri.
Ai Giochi olimpici estivi di Buenos Aires ha ottenuto il sesto posto nella prova a squadre mista, in coppia con l'italiana Chiara Pellacani.
Agli europei giovanili di Kazan' 2019 ha vinto la medaglia d'oro nella piattaforma 10 metri e l'argento nel sincro 10 metri, nella categoria 14 e 15 anni.
Ha esordito con la nazionale maggiore campionati europei di nuoto di Glasgow 2018, le cui gare dei tuffi si sono svolte alla Royal Commonwealth Pool nella città di Edimburgo. Nella piattaforma 10 metri non è riuscito a superare il turno preliminare, piazzandosi quindicesimo. Nella sincro 10 metri misti ha chiuso al quinto posto, al fianco della connazionale Valeriia Liulko.
Ha partecipato ai campionati mondiali di nuoto nel concorso dei tuffi dalla piattaforma 10 m sincro, dove con il connazionale Oleksij Sereda ha ottenuto il quarto posto, concludendo alle spalle dei britannici Tom Daley e Matthew Lee. Nel concorso della piattaforma 10 metri è stato eliminato nel turno preliminare con il ventiseiesimo posto.

## Palmarès
- Europei di nuoto/tuffi

Kiev 2019: argento nel sincro 10 m.
- Mondiali giovanili:

Kiev 2018: bronzo nel sincro 10 m (16-18).
- Europei giovanili

Helsinki  2018: argento nel sincro 10 m (16-18).
Kazan' 2019: argento nel sincro 10 m (16-18).